# Eulechria isozona
Eulechria isozona is een vlinder uit de familie van de sikkelmotten (Oecophoridae). De wetenschappelijke naam van de soort werd in 1901 als Philobota isozona gepubliceerd door Lower.